# أولريش بوم
أولريش بوم (بالألمانية: Ulrich Boom) (و. 1947  م) هو كاهن كاثوليكي، وعالم عقيدة ألماني.

## مناصب
تولى منصب أسقف كاثوليكي (منذ 25 يناير 2009)
- أسقف عنواني  [لغات أخرى]‏[2]
- أسقف مساعد  [لغات أخرى]‏[2]

.

## جوائز
حصل على جوائز منها:

وسام استحقاق جمهورية ألمانيا الاتحادية